# Vyara
Vyara ist eine Stadt im indischen Bundesstaat Gujarat.
Die Stadt ist der Hauptort des Distrikt Tapi. Vyara hat den Status einer Municipality. Die Stadt ist in 9 Wards (Wahlkreise) gegliedert.

## Demografie
Die Einwohnerzahl der Stadt liegt laut der Volkszählung von 2011 bei 39.789. Vyara hat ein Geschlechterverhältnis von 975 Frauen pro 1000 Männer und damit einen für Indien üblichen Männerüberschuss. Die Alphabetisierungsrate lag bei 86,4 % im Jahr 2011. Knapp 80 % der Bevölkerung sind Hindus, ca. 14 % sind Muslime und ca. 6 % gehören einer anderen oder keiner Religion an. 10,3 % der Bevölkerung sind Kinder unter 6 Jahren.